# Jet Kintana
Maillots
Actualités
Le Jet Kintana est un club de football malgache fondé en janvier 2021, à la suite de la fusion du Jet Mada et du Kintana Football Club, basés à Antananarivo, la capitale du pays.
L'équipe évolue au sein de l'Orange Pro League, première division du championnat de football à Madagascar.

## Histoire
Après une année 2020 difficile, perturbée par la pandémie mondiale du Coronavirus, l'équipe de Jet Mada, en manque de moyens, cherche des associés pour participer à la nouvelle saison. Et de l'autre côté, Kintana FC veut intégrer l'élite du football malgache pour que ses jeunes joueurs puissent gagner de l'expérience. 
Les dirigeants des deux clubs se mettent alors d'accord et décident d’unir leurs forces pour prendre part au championnat de l'Orange Pro League.
La fusion se conclut en janvier 2021.

## Structures du club

### Terrain d'entraînement
Le Jet Kintana s'entraine dans le complexe de la Kintana Football Academy à Ambohimanga.

## Palmarès
Avant la fusion, les clubs de Jet Mada et Kintana FC ont tous les deux remporté une fois chacun le titre de champion régional de la ligue d'Itasy de football en 2018 (Jet Mada)  et en 2020 (Kintana FC).

## Identité du club

### Logos du club

Logo de Jet Mada.
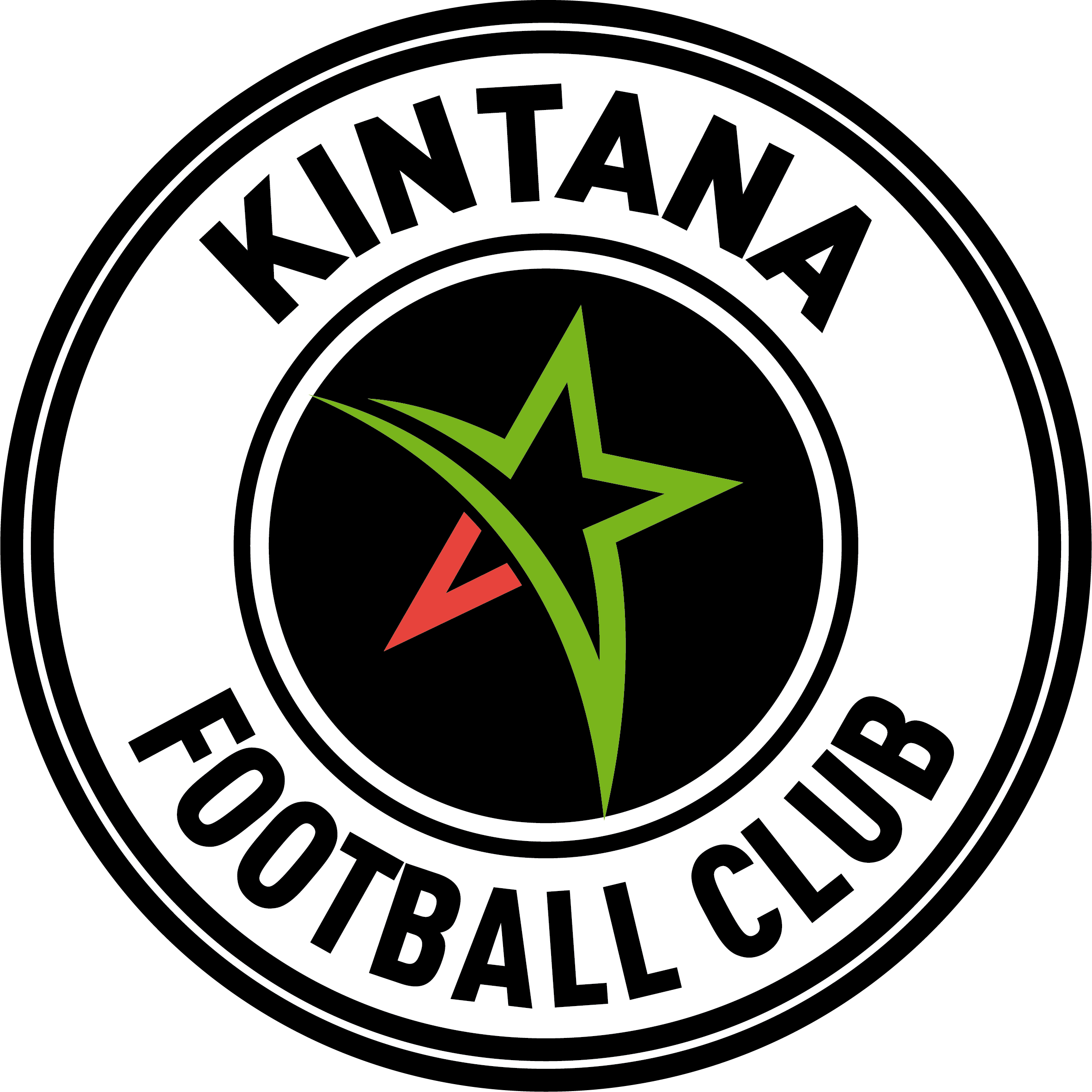
Logo de Kintana Football Club.
Logo actuel de Jet Kintana après la fusion.

## Équipementier
Le club est sous contrat avec l'équipementier italien Macron.